# Liu Chih
Liu Chih (劉峙, 30 juin 1892 – 15 janvier 1971) est un général chinois ayant servi le Kuomintang dans la seconde guerre sino-japonaise et la guerre civile chinoise. Il échoua à empêcher la conquête de la plaine de Chine du Nord par les communistes en 1948-1949.

## Biographie
Liu est né dans une famille paysanne de la province du Jiangxi en 1892. Ses parents meurent durant son enfance et il est élevé par son grand-père. Il fréquente l'école locale avant de se rendre au Japon pour poursuivre des études. Mais lorsque le gouvernement japonais commence à expulser les étudiants chinois au nom du gouvernement impérial de Mandchourie, il retourne en Chine et entre dans plusieurs académies militaires de Wuhan. En 1914, il entre à l'académie militaire de Baoding et après avoir servi dans diverses armées régionales, il intègre l'académie de Huangpu en 1924 et devient commandant durant l'expédition du Nord. Il se lie d'amitié avec plusieurs importants associés de Tchang Kaï-chek qui lui permettent de gravir les échelons dans le gouvernement du Kuomintang.

## Ascension et chute dans le gouvernement du Kuomintang
Il aide à vaincre les seigneurs de guerre rivaux de Tchang durant la guerre des plaines centrales et à étendre le pouvoir militaire du Kuomintang durant les années 1930 en défaisant les forces communistes de la province du Henan. Tchang Kaï-chek le récompense en le nommant gouverneur de la province et donne son nom à un comté. Au début de la seconde guerre sino-japonaise, Liu est nommé vice-commandant de la 1re zone de guerre et commandant en chef du 2e groupe d'armées. Au fil du temps, il semble perdre progressivement son habileté militaire lorsque l'armée impériale japonaise anéantit facilement ses forces et détruit les lignes de défense chinoises malgré sa grande infériorité numérique. Liu est forcé d'abandonner la province du Hebei, cette défaite contribue à l'inondation du fleuve Jaune de 1938 et il est relevé de ses fonctions par Tchang.
Quand le gouvernement nationaliste se replie sur Chongking, Tchang nomme Liu à la tête de la défense aérienne de la ville mais lorsque le Service aérien de l'Armée impériale japonaise commence le bombardement de Chongqing, Liu prouve son impuissance à arrêter les raids de terreur et démissionne en 1942. Il succède alors à Li Zongren à la tête de la 5e zone de guerre. 
À la fin de la guerre en 1945, il est nommé responsable de la pacification de la garnison de Zhengzhou, à la tête de la 1re et de la 5e zone de guerre. Au début de la campagne de la poche de la plaine de Chine du Nord (en) en été 1946, il échoue à détruire les forces communistes de Liu Bocheng et Deng Xiaoping et est relevé de son commandement une nouvelle fois. En été 1948, il devient le commandant en chef du quartier-général de la garnison de Xuzhou (en) composé de 800 000 soldats nationalistes. Mais lorsque son vice-commandant en chef Du Yuming est rappelé en Mandchourie pour sauver les positions nationalistes attaquées par Lin Biao qui lance la campagne de Liaoshen le 12 septembre 1948, il panique et échoue à mettre en place une défense efficace dans son secteur quand le général communiste Su Yu attaque Xuzhou lors de la campagne de Huaihai (en). Bien que Tchag Kaï-chek ait rappelé Du Yuming pour sauver la situation, le commandement inefficace et réticent de Liu provoque la destruction totale des positions nationalistes dans le centre de la Chine. Lorsque les forces communistes anéantissent finalement les troupes nationalistes l'année suivante et capturent Du Yuming, Liu est de nouveau démis de ses fonctions par Tchang, qui est assez chanceux pour fuir de Xuzhou en avion.

## Taïwan
Liu fuit d'abord à Hong Kong avant de s'installer en Indonésie en tant que professeur de chinois. En 1953, il est autorisé à rejoindre Taïwan en tant que conseiller politique de Tchang Kaï-chek. Il est décoré de l'ordre du Ciel bleu et du Soleil blanc et meurt à Taïwan en 1972.

## Postérité
Le début de la carrière militaire du général Liu Chih se caractérise par des victoires et des succès, mais il semble avoir perdu ses capacités militaires après le déclenchement de la seconde guerre sino-japonaise. Beaucoup de ses collègues l'appelaient le « général aux longues jambes » ou le « général chanceux de Tchang », pour se moquer de son inutilité sur le champ de bataille et de son impudence et alors que beaucoup d'autres officiers plus talentueux n'étaient pas récompensés pour leur comportement héroïque, Liu n'avait aucune réticence à accepter des hautes fonctions. Même la première dame Song Meiling aurait dit à son mari Tchang Kaï-chek : « Beaucoup de personnes disent du mal de Liu Chih, es-tu toujours prêt à le rappeler ? ». Ce à quoi Tchang répondit calmement que « Liu est un poids sur le champ de bataille, mais il est le plus obéissant de tous mes commandants ».